# 14623 Kamoun
14623 Kamoun este un asteroid din centura principală de asteroizi.

## Descriere
14623 Kamoun este un asteroid din centura principală de asteroizi. A fost descoperit pe 17 octombrie 1998 la Stația Anderson Mesa în cadrul programului LONEOS. Asteroidul prezintă o orbită caracterizată de o semiaxă mare de 2,33 ua, o excentricitate de 0,09 și o înclinație de 7,7° în raport cu ecliptica.